# Constantin Dapontes
Constantin Dapontes (în greacă Κωνσταντίνος Δαπόντες) devenit ulterior Cesarie Dapontes (în greacă Καισάριος Δαπόντες), redat uneori în bibliografia din limba română și în variantele Cesariu sau Chesarie Daponte (n. 1713/14, Skopelos – d. 4 decembrie 1784, Muntele Athos), a fost un cronicar grec care a lăsat posterității informații despre Țările Române. A fost un scriitor prolific, printre cei mai importanți ai Greciei secolului al XVIII-lea.

## Viața
Constantin Dapontes s-a născut în 1713 sau 1714 în insula Skopelos din Marea Egee. A fost fiul lui Stephanos și al Magdalenei, având alți 11 frați și trei surori. Tatăl său, provenit dintr-o familie înstărită de origine italiană (Da Ponte), a îndeplinit funcția de consul al Angliei în regiunea insulelor Sporade, care aparțineau Imperiului Otoman.
Tânărul Constantin a primit o educație aleasă. Până la vârsta de 17 ani, a urmat cursurile școlii din insula natală, care fusese înființată cu puțin timp în urmă de către tatăl său. La 30 ianuarie 1731 a plecat la Constantinopol, unde s-a bucurat de ajutorul și protecția lui Konstantinos Ventouras (dragoman al flotei la Înalta Poartă), care l-a introdus în cercurile politice influente din Fanar. L-a cunoscut astfel pe Constantin Racoviță, care l-a recomandat tatălui său, Mihai Racoviță – domn al Țării Românești la acel moment. În luna iunie a aceluiași an, Dapontes a ajuns la București, la încurajarea principelui, care i-a promis să-l ia sub protecția sa.
Trei luni mai târziu, însă, Mihai Racoviță a fost destituit, iar Dapontes s-a adresat pentru ajutor patriarhului Meletie al Ierusalimului, vechi prieten al tatălui său, aflat și el atunci la București. Prin intervenția acestuia, a primit susținerea noului domn Constantin Mavrocordat și s-a înscris la școala de la mănăstirea Sfântul Sava (Academia Domnească), ca bursier al acestuia. 

Biserica Sf. Gheorghe Nou din București în sec. al XVIII-lea

Pe perioada studiilor a locuit la mănăstirea Sf. Gheorghe cel Nou, dependentă de Sfântul Mormânt, care îi oferea și hrana și 20 de lei pe an, prin decizia aceluiași patriarh Meletie. Pentru a aduna bani, Dapontes copia cărți pentru boieri și lua în pensiune alți elevi în cămăruța sa. Din acești ani provine singurul portret în culori al scriitorului, păstrat la mănăstirea Xiropotamou și datat (probabil greșit) „la București, în anul Mântuirii 1730”.
La Academia Domnească, l-a avut ca profesor, printre alții, pe eruditul Gheorghe Hrisogon, grec originar din Trapezunt (Trebizonda), pentru care nutrea o imensă admirație și cu care a întreținut ulterior o lungă relație epistolară până la moartea acestuia.
Invitat – încă din timpul studiilor sale – să devină locțiitorul șefului Cancelariei Domnești în Moldova (unde Constantin Mavrocordat a avut o primă perioadă de domnie între 1733 și 1735), Dapontes a refuzat inițial. Totuși, doi ani mai târziu, la întoarcerea lui Mavrocordat pe tronul Țării Românești, el a devenit secretarul personal al principelui, s-a mutat la Curte și și-a început cariera de înalt funcționar, în paralel cu continuarea studiilor de filosofie.

### Perioada mireană
Prima etapă a carierei lui Constantin Dapontes în cele două principate a fost strâns legată de destinul principelui fanariot Constantin Mavrocordat, pe care l-a urmat în domniile lui de la București (1735–1741) și Iași (1741–1743), ocupând funcția de locțiitor al șefului Cancelariei Domnești, pe care o refuzase inițial.

Blazonul lui Constantin Mavrocordat imprimat pe lucrarea lui Constantin Dapontes Carte cuprinzând sfințitele slujbe..., București, 1736

În 1736, la vârsta de 23 de ani, Dapontes a publicat la București prima sa lucrare, intitulată Carte cuprinzând sfințitele slujbe ale sfântului sfințit martir Haralambie făcătorul de minuni și a cuvioasei Matrona din orașul Hio, a celui întru sfinți părintelui nostru Spiridon Episcopul Trimitundiei, făcătorul de minuni.[A] Tipărită pe cheltuiala lui Constantin Xipolitos, al doilea logofăt al domniei, cartea conținea textele a trei acolutii (slujbe) îngrijite de Dapontes și era semnată de el în calitate de citeț (anagnost) al Mitropoliei.
În același timp, Dapontes și-a început activitatea de cronicar, redactând primele sale texte originale, în care își propunea consemnarea principalelor evenimente ale vremii. Astfel, din poziția sa de secretar domnesc, el a avut posibilitatea de a descrie războiul ruso-austro-turc din perioada 1736–1739 în lucrarea Efemeride dace, întocmită la cererea domnului Constantin Mavrocordat. Din aceiași ani datează și primele însemnări cu caracter personal, reflecții pe marginea unor subiecte teologice și istorice, completate ulterior de Dapontes timp de aproape 50 de ani și reunite în manuscrisul lucrării sale (inedite) Cornul Amalteei.
În general, relațiile cu domnul său au fost armonioase. Principe iluminat și cu idei reformatoare, Constantin Mavrocordat avea o mare pasiune pentru lectură și poseda o bibliotecă impresionantă. Citea și comenta cărțile citite, împreună cu secretarul său, și se amuza ascultând exercițiile de versificație ale acestuia din urmă, care era capabil să improvizeze la comandă, pe orice temă.
Din anii petrecuți la Curtea de la Iași datează și un dialog în versuri[B] compus de Dapontes, în care personificările Valahiei și Moldovei își dispută între ele dreptul de a-l avea ca domn pe Constantin Mavrocordat. Principele nu a apreciat, însă, acest gest și s-a arătat nemulțumit de lingușirile exagerate ale secretarului său.
În ultimul an al domniei lui Constantin Mavrocordat din Moldova (1743), relațiile dintre cei doi au devenit din ce în ce mai încordate. După finalizarea Efemeridelor dace, Dapontes se aștepta să fie promovat la funcția de șef al Cancelariei Domnești, dar principele a răspuns negativ la demersurile făcute în acest sens. Astfel, Dapontes a demisionat și s-a îndreptat spre Constantinopol, cu intenția de a deveni consul din partea Angliei și a Veneției în insula sa natală.
El și-a schimbat planurile, însă, la insistența lui Ioan N. Mavrocordat (fratele fostului său protector), care uneltea pe lângă Înalta Poartă pentru a obține tronul Moldovei. Ajuns domn, în iunie 1743, acesta l-a numit pe Dapontes șeful deplin al cancelariei princiare de la Iași și ulterior i-a încredințat dregătoria de căminar. În paralel, Dapontes deținea și titlurile de consul al Angliei (moștenit de la tatăl său) și ecleziarh al Patriarhiei Ierusalimului (începând din 1744).

Blazonul lui Ioan Mavrocordat imprimat pe lucrarea lui Constantin Dapontes Carte sfântă..., Veneția, 1746

Preocupat preponderent de politică, în a doua lui perioadă de la Iași (1743-1746), Dapontes a acordat mai puțin timp activității sale de scriitor. A pregătit, totuși, pentru publicare o liturghie compusă de sfântul Righinos, episcop de Skopelos și patron al insulei sale natale (lucrareC dedicată principelui Ioan Mavrocordat și tipărită la Veneția, în 1746).
Poziția influentă pe care o deținea Dapontes la Curte i-a alimentat acestuia filarghiria (aviditate de bani), păcat pe care îl va mărturisi deschis, mai târziu, în câteva pasaje autobiografice scrise în închisoare și în perioada monahală. Astfel, în Grădina Grațiilor, el afirmă că mai mult de șapte sute de „pungi” au trecut prin mâinile sale în vremea când era însărcinat cu cămara (vistieria) Moldovei. Cinci „pungi” i-au adus numai caii primiți în dar, pe care i-a vândut, iar pentru investitura unui haham (slujitor religios evreu) a încasat de la acesta, ca mită, 300 de lei și o oca de aur de Polonia.
Printre faptele sale bune realizate cu o parte din banii adunați, Dapontes nu uită să menționeze că a construit, în apropiere (pe atunci) de Iași, Cișmeaua din Păcurari, schitul Buna Vestire de pe lângă mănăstirea Socola, iar în patria sa, biserica Sfinților Arhangheli din Skopelos.
Perioada respectivă a fost nefastă pentru Dapontes, acesta fiind angajat în intrigi de palat și implicat în scandaluri de corupție. În urma calomniilor răspândite de rivalii lui – în principal de Marele Postelnic Antonache Ramadan – în preajma Marelui Vizir Tiriachi Mehmed-Pașa, Ioan Mavrocordat a primit porunca de a-l trimite arestat la Constantinopol. Informat la timp, Dapontes a fugit în 1746 în Crimeea, unde – la recomandarea principelui Mavrocordat – a fost bine primit de hanul tătarilor Selim Ghirai al II-lea. Totuși uneltirile au continuat, iar în anul următor, mergând cu suita hanului la Constantinopol, a fost prins și închis în temnița Muhzur-aga pentru aproape doi ani (27 martie 1747 – 27 noiembrie 1748).
După eliberare, s-a retras pentru reculegere la mănăstirea Sfânta Treime din insula Halki, în apropiere de Constantinopol. Acolo a intrat în contact cu alte personalități importante ale vieții politice și eclesiastice ale vremii sale: Ioanichie Caragea (viitor patriarh ecumenic), Paisie (fost patriarh ecumenic), Silvestru (fost patriarh al Antiohiei) și alții. S-a căsătorit apoi, în 1749, cu Mariora, fiica unor greci din Constantinopol, Ioannis și Fevronia. Au locuit împreună în insula Halki, dar soția sa bolnăvicioasă și fiica lor nou-născută Magdalena au murit doi ani mai târziu. Alături de încarcerare, această a doua lovitură a sorții l-a făcut să se retragă în monahism sub numele de Chesarie, într-un schit din insula Piperi, în 1753.

### Perioada monahală
Natură agitată și indisciplinată, a intrat în 1756 în conflict cu superiorii săi monastici, motiv pentru  care s-a transferat la mănăstirea Buna Vestire din insula sa natală Skopelos – așezământ ctitorit de familia sa, de unde după șase luni a plecat la Mănăstirea Xiropotamou de la Muntele Athos.

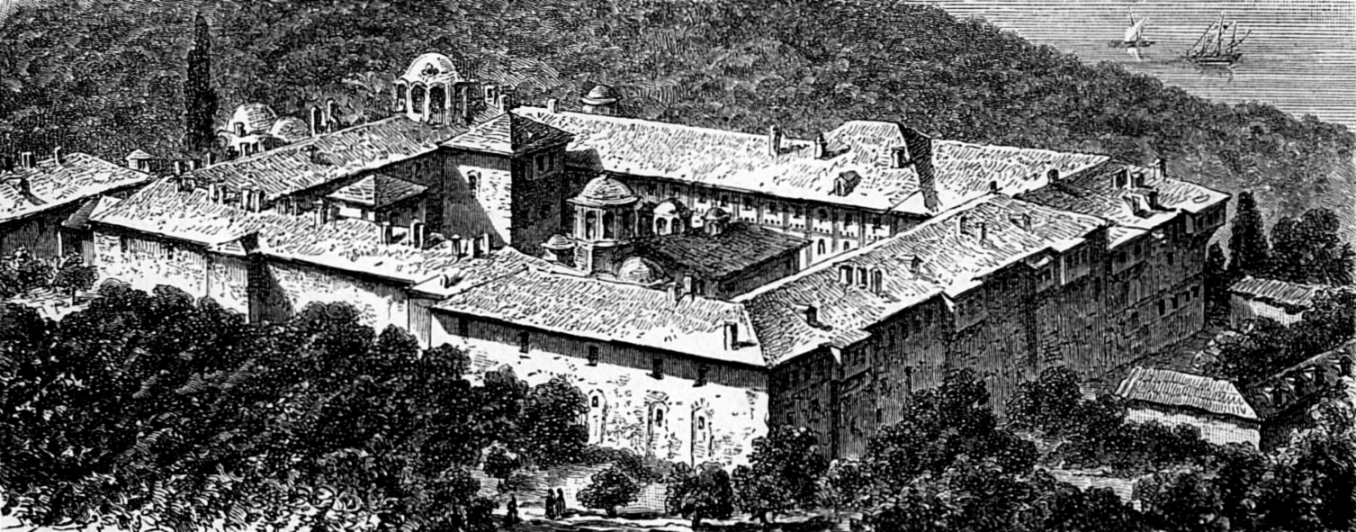
Gravură de epocă reprezentând Mănăstirea Xiropotamou de la Muntele Athos (1894)

Acolo, călugărul – acum numit Chesarie – a primit sarcina de a se reîntoarce în Principatele Dunărene pentru a obține subsidiile necesare renovării bisericii mănăstirii. În 1757, împreună cu alți doi călugări, s-a îndreptat în acest scop spre Țara Românească, unde a fost primit cu onoruri de fostul său principe Constantin Mavrocordat și de către populația Bucureștiului. După nouă luni, nereușind să obțină decât promisiuni în locul fondurilor, s-a îndreptat spre Moldova, unde la acea vreme domnea Scarlat Ghica. Acolo, prin strădania principelui — care a impus colectarea unei dări suplimentare în favoarea mănăstirii Xiropotamou —, Dapontes a reușit să-și atingă scopul propus. 

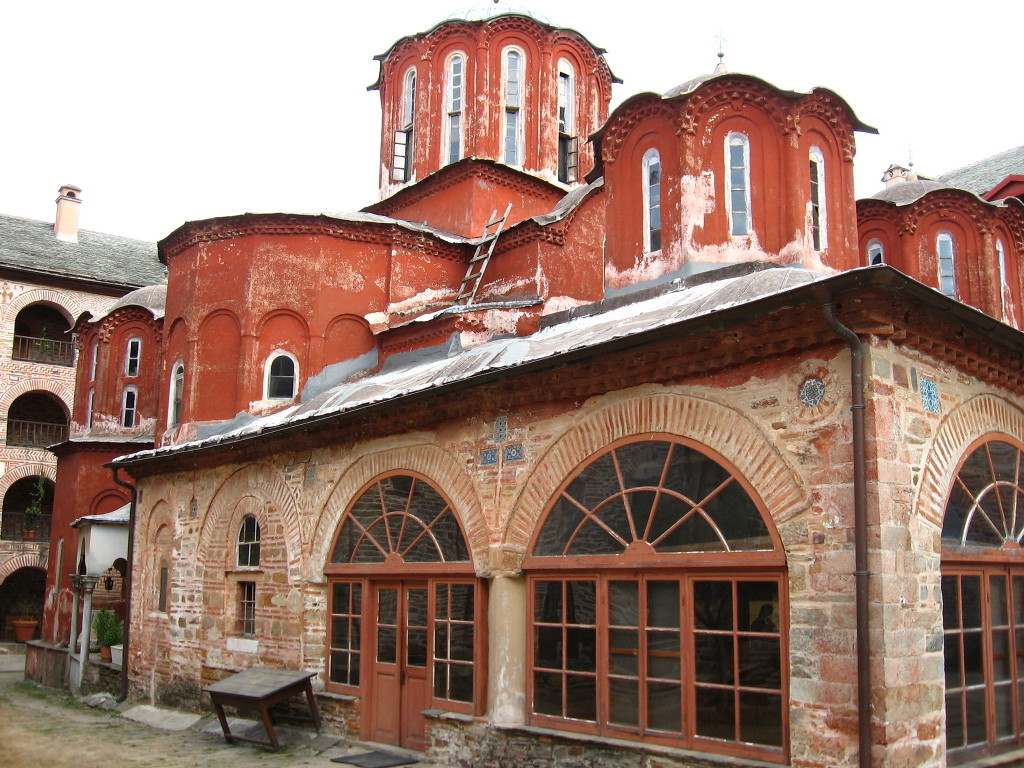
Biserica Mănăstirii Cutlumuş de la Muntele Athos

În 1758, odată ce Scarlat Ghica a fost instalat în scaunul Țării Românești în locul lui Constantin Mavrocordat, acesta a continuat prin metode similare să-și stipendieze protejatul de la Muntele Athos (revenit și el la nord de Dunăre). Călugării au obținut și veșminte și obiecte sacerdotale – atât cât puteau încărca pe o corabie, precum și alte donații financiare și de terenuri de la potentații locali ai vremii (printre care se afla și noul principe al Moldovei, Ioan Teodor Calimah. Ulterior Dapontes s-a reîntors la Constantinopol și de aici a mers în insulele Chios, Samos, Psara, Skopelos și Eubeea, cu aceeași misiune.
După opt ani de peregrinări, a revenit la Xiropotamou în 1765 pentru a supraveghea construcția noii biserici și a-și petrece restul vieții acolo, studiind și scriind, însă noi neînțelegeri l-au făcut să plece mai întâi la Mănăstirea Cutlumuș – în 1771, iar în 1778 din nou în Skopelos, la Buna Vestire. În 1784 edificiul a fost închinat Mănăstirii Xiropotamou și Dapontes a revenit pe Muntele Athos înainte de primi răspunsul de confirmare. Acolo a și murit la 7 decembrie 1784.

## Opera

### Lista principalelor lucrări

Pagina de titlu a ediției princeps a lucrării lui Dapontes Λόγοι Πανηγυρικοί [Discursuri panegirice], cu dedicația către marele spătar Iacovake Rizos care i-a finanțat publicarea (Veneția, 1778)

- Ἀνδραγαθίες Γεωργίου Καστριώτου [Faptele de vitejie ale lui Georgios Kastriotis[D]]
- Ἄνθη νοητὰ [Flori pe înțelesul tuturor], 1768
- Βιβλίον περιέχον τὰς ἱερὰς ἀκολουθίας [Carte cuprinzând sfințitele slujbe], București, 1736
- Βίβλος ἱερὰ [Carte sfântă], Veneția, 1746
- Γεωγραφικὴ ἱστορία [Istorie geografică]
- Δακικαὶ Ἐφημερίδες [Efemeride dace]
- Ἐγκόλπιον λογικὸν [Vademecum logic]
- Ἐξήγησις τῆς θείας λειτουργίας [Explicație a sfintei liturghii], Viena, 1795
- Ἐπιστολαὶ διὰ στίχων [Scrisori în versuri simple], Veneția, 1776
- Θέατρον βασιλικὸν [Teatru regal], manuscris
- Καθρέπτης γυναικῶν [Oglinda femeilor], Leipzig, 1766,
- Κανῶν περιεκτικὸς πολλῶν εξαιρέτων πραγμάτων [Canon conținând lucruri remarcabile]
- Κατάλογος ἱστορικός αξιόλογος [Catalogul istoric al oamenilor însemnați]
- Κέρας Ἀμαλθείας [Cornul Amalteei], manuscris
- Κῆπος χαρίτων [Grădina grațiilor], Atena, 1880 și Paris, 1881
- Λόγοι πανηγυρικοὶ [Discursuri panegirice], Veneția, 1778
- Πατερικὸν [Patericon - Vorbe călugărești], Veneția, 1780
- Τράπεζα πνευματικὴ [Masa spirituală], Veneția, 1778
- Φανάρι γυναικῶν [Felinarul femeilor]
- Χρηστοήθεια [Hristoitia - Moravurile bunului creștin], Veneția, 1770
- Χρονογράφος ή Ἱστορία τῶν συμβάντων ἐπὶ τῆς βασιλείας τοῦ Σουλτάν-Μεχμέτη [Cronicul sau Istoria întâmplărilor pe timpul (împărăției) lui Sultan Mehmet] [E]

### Evoluție și tendințe
Scriitor talentat, inteligent și vivace, Dapontes avea predispoziție pentru versificare, fiind creditat cu capacitatea de a se exprima în versuri la fel de ușor cum o făcea în proză. Era dotat cu fantezie și cu ușurință de exprimare și – fiind fire glumeață și cu vocație de bon viveur – putea trece rapid de la tragic la sublim și de la seriozitate la pasiune. Unul dintre defectele sale consta, însă, în lipsa rigurozității, ceea ce-l făcea să acorde credibilitate unor fapte sau informații nedovedite.
Chiar și cu acest defect, este pentru arealul balcanic una dintre cele mai importante surse ale perioadei istorice dintre anii 1731–1765. Informațiile sale geografice, etnografice și de antropologie socială acoperă teritoriul în care se găseau în timpul său Principatele Dunărene, precum și Constantinopolul, regiunea Mării Marmara și nordul Mării Egee.
Deși a scris mult, Dapontes nu și-a văzut întreaga operă publicată, aceasta văzând parțial lumina tiparului numai după moartea sa sau rămânând în manuscrise încă inedite. Deoarece nu urmărea profitul material, ci doar plăcerea de a-și vedea lucrările publicate și textele citite, o bună parte dintre operele sale au apărut cu suportul financiar al unor potentați administrativi ai epocii sau boieri de pe meleagurile Principatelor Dunărene. Aceasta a fost și explicația dedicațiilor făcute de autor către respectivii.
A conceput alături de texte religioase atât versuri, cât și proză laică, absolut originale.

### Relația operei cu istoria Principatelor Dunărene
Dapontes iubea și aprecia istoria, astfel că se găsesc în lucrările sale o multitudine de date despre cele două principate românești în care a trăit.
Observator - prin natura poziției sale - a descris și aspecte sociale sau de moravuri ale societăților valahe sau moldovene. S-a erijat chiar și în critic atât al opulenței, cât și al aroganței date de nivelul social, așa cum a făcut-o în [Scrisori în versuri simple împotriva aroganței și asupra deșertăciunii lumii....].[F] Având ocazia de a călători din nou în perioada 1756—1760 în Principate, posibilitatea de a face comparație la o distanță de 1—2 decenii îl face să prezinte într-o manieră destul de colorată viața societății, în „Epistola lui Chesarie Dapontes către marele vornic Constantin Dudescu” din 18 august 1759, în care accentele critice capătă tonalități înalte. Autorul deplânge virulent starea de fapt socială, economică și politică a societății din Țara Românească a acelor vremuri. Opinia sa este – ulterior – de mai multe ori reluată ca material de analiză de către istoriografia românească.G
Lucrarea [Flori pe înțelesul tuturor][H] – din 1768 – menționează câteva mănăstiri din Principate închinate Sfintei Marii, iar [Istoria Geografică][I] este un nou prilej de a face scurte descrieri ale teritoriilor Țării Românești și Moldovei, după cum vocația sa religioasă, l-a făcut să noteze și detalii semnificative ale vieții unor sfinți pământeni aparținând de patericul valah. În mod particular, Catalogul istoric al oamenilor însemnați[J] din secolul al XVIII–lea menționează date semnificative despre oamenii care au ocupat dregătoriile pământene în Principate.
Cronicarul a relatat – martor ocular fiind în București – de asemenea și despre cutremurul din 31 mai 1738 (7 – 8 grade pe scara Richter), care a provocat mari pagube în timpul domniei lui Constantin Mavrocordat.
Cu adevărat semnificativă pentru relația dintre scrierile proprii și perioada moldo-valahă a vieții sale, lucrarea Efemeride dace[K] rămâne singura dintre operele lui Dapontes dedicată integral subiectului Principatelor românești. A fost întocmită la cererea domnului Constantin Mavrocordat, în stilul unui „jurnal” oficial de cancelarie, dar a rămas nepublicată în timpul vieții autorului. 
Manuscrisul ei autograf, rămas în păstrarea lui Dapontes, cuprindea și o versiune a cronicii Istoria întâmplărilor pe timpul împărăției lui Sultan Mehmet și a suferit mai multe completări ulterioare – cel puțin până în anul 1771. Dapontes nu a inclus niciodată această scriere în numeroasele liste de lucrări personale pe care le-a redactat de-a lungul anilor, deși în opinia primului ei editor, Emile Legrand, ea ocupă „rangul întâi” în rândul operelor sale.
Adevărată cronică cu informații detaliate de ordin politic, militar și social, Efemeridele... acoperă în detaliu perioada războiului ruso-austro-turc din anii 1736–1739. Este de menționat totuși că informațiile din această lucrare, deși aparțin unui martor ocular, trebuiesc utilizate cu precauție, atât prin prisma dorinței autorului de a nu supăra pe politicienii din Constantinopol, cât și prin aceea de a plăcea protectorului său princiar.

### Studii monografice și critice (selectiv)
- în limba română:

1. Constantin Erbiceanu, „Constantin Daponte, numit Chesarie în călugărie”, în Cronicarii greci care au scris despre români în epoca fanariotă, Tipografia Cărților Bisericesci, 1888 (Reeditare: Cronicarii greci care au scris despre români în epoca fanariotă, Editura Cronicar, București, 2003, ISBN 978-1-1428-4885-9).
2. Constantin Erbiceanu, „Constantin Daponte, numit Chesarie din călugărie”, în Biserica Ortodoxă Română, Revistă periodică eclesiastică, anul al XI-lea, nr. 4, Tipografia Cărților Bisericești, București, iulie 1887, pp 332–347 și nr.5, august 1887, pp. 400–423.
3. Constantin Erbiceanu, „Descripțiunea geografică a Daciei de Cesarie Daponte”, Biserica Ortodoxă Română, Revistă periodică eclesiastică, anul al XIV-lea, nr. 5, Tipografia Cărților Bisericești, București, august 1890, pp. 356–366.
4. Constantin Erbiceanu, „Un manuscris autograf a lui Chesarie Daponte”, în Biserica Ortodoxă Română, Revistă periodică eclesiastică, anul al XVII-lea, Tipografia Cărților Bisericești, București, pp. 513–524.
5. Constantin Erbiceanu, „Descrierea Valahiei de Cesarie Daponte în 1851” (recte 1759), în Biserica Ortodoxă Română, Revistă periodică eclesiastică, anul al XVIII-lea, nr. 10, Tipografia Cărților Bisericești, București, ianuarie 1895, pp. 855–862.
6. P. Georgescu, „Cesariu Daponte și memoriele sale despre România”, în Columna lui Traian. Revistă mensuală pentru istorie, lingvistică și psihologie poporană, București, Noua Tipografie a Laboratorilor Români, (serie nouă, anul VII) nr. 10 (oct.) 1876, pp. 441–447.
7. P. Georgescu, „Cronica lui Cesariu Daponte”, în Columna lui Traian. Revistă mensuală pentru istorie, lingvistică și psihologie poporană, București, Noua Tipografie a Laboratorilor Români, (serie nouă, anul VII) nr. 11 (nov.) 1876, pp. 481–498; nr. 12 (dec.) 1876, pp. 548–555; (anul VIII) nr. 2 (feb.) 1877, pp. 91–95; nr. 3 (mar.) 1877, pp. 148–152.
8. A. Papadopol-Calimah, „Cercetări filologice despre România”, în Revista contemporană, literară și științifică, IV (1876), 7, p. 20.

- în limba franceză:

1. Nestor Camariano, [Constantin Dapontes și Principatele Române] „Constantin Dapontès et les Principautés Roumaines”, în [Revista de studii sud-est europene] Revue des Etudes Sud-Est Européennes, VIII, 3, București, 1970, pp. 481–494.
2. Emile Legrand (éd.), [Notă biografică] „Notice Bio-Bibliographique”, în [Efemeride dace sau Cronica Războiului de patru ani (1736—1739) de Constantin  Dapontes] Ephémérides daces ou Chronique de la guerre de quatre ans (1736—1739) par Constantin Dapontès, Leroux, Paris, 1880—1888, vol. III, pp. IX–LXXXIV.
3. E. Souloyannis, [Dapontes și Balcanii secolului la XVIII-lea] „Dapontès et les Balkans au XVIIIe siècle”, în [Documentele celui de-al II-lea Congres internațional de studii sud-est europene] Actes du IIe Congrès International des études du sud-est européen, vol. IV, Athènes 1987, pp. 141–147.

- în limba engleză:

1. Ștefania Costache, [Lumile lui Constantin Dapontes (1713/1714–1784) – Povestiri de despre munca și călătorile unui secretar fanariot în teritoriile otomane] „Konstantinos Dapontes’ worlds (1713/1714—1784) – A Phanariot secretary’s stories of travel and office in the Ottoman lands”, comunicare prezentată la [Cea de-a 22-a Conferință de teorie și istorie a Orientului Mijlociu, Universitatea din Chicago, 9–10 mai 2008] 22nd Middle East History and Theory Conference, University of Chicago, May 9–10, 2008.

- în limba italiană:

1. E. Souloyannis, [Cesarie Daponte și lucrarea sa „Felinarul femeilor”] Cesario Daponte e la sua opera „Φανάρι Γυναικών”, teză de doctorat, Roma (?), 1974.

- în limba greacă:

1. [L. Vranousis] Λ. Βρανούσης, [Precursorii] Οι πρόδρομοι, în colecția [Biblioteca Fundamentală] Βασική Βιβλιοθήκη vol.11, [Zacharopoulos, Atena] Ζαχαρόπουλος, Αθήνα [?]
2. [G. Galitis] Γ. Γαλίτης, [Codice autograf necunoscut al lui Constantin-Cesarie Dapontes] „Άγνωστος αυτόγραφος κώδιξ του Κωνσταντίνου-Καισαρίου Δαπόντε”, în [Anuarul Științific al Facultății de Teologie a Universității din Salonic] ΕΕΘΣΠΘ (Επιστημονική Επετηρίδα Θεολογικής Σχολής Πανεπιστημίου Θεσσαλονίκης), 20 (1976), pp. 9–54.
3. [S. Kadas] Σ. Καδάς, [Manuscris cu însemnări autografe ale lui Cesarie Dapontes] „Χειρόγραφο με αυτόγραφες σημειώσεις του Καισαρίου Δαπόντε”, în [Omagiu lui Emm. Kriara, Lucrările Simpozionului Științific (3 aprilie 1987)] Αφιέρωμα στον Εμμ. Κριαρά, Πρακτικά Επιστημονικού Συμποσίου (3 Απριλίου 1987), [Salonic] Θεσσαλονίκη 1988, pp. 181–235.
4. [G. Kechayioglou] Γ. Κεχαγιόγλου, [Informații inedite despre Cesarie Dapontes din manuscrisul de la Vytina nr. 1] „Ανέκδοτα στοιχεία για τον Καισάριο Δαπόντε από το χειρόγραφο Βυτίνας αριθμ. 1”, în [Compilatorul] Ο Ερανιστής, 18 (1986), pp. 35–56.
5. [Katerina Kostiou] Κατερίνα Κωστίου, [Parodie batjocoritoare și parodie jucăușă. Anonimul Spanos (sec. XIV–XV) și Canonul cuprinzător de multe lucruri deosebite dintre cele cunoscute în orașe, insule, popoare și animale, al lui Constantin Dapontes (sec. XVIII)] Παρωδία εμπαικτική και παρωδία παιγνιώδης. Ο ανώνυμος Σπανός (14ος-15ος αι.) και ο Κανών Περιεκτικός πολλών εξαιρέτων πραγμάτων των εις πολλάς Πόλεις και Νήσους και Έθνη και Ζώα εγνωσμένων, του Κωνσταντίνου Δαπόντε (18ος αι.), în seria [Texte] Κείμενα, 1, [Editura Periplu, Atena] Περίπλους, Αθήνα, 1997.
6. Florin Marinescu, [Cesarie Dapontes și peregrinarea sa cu Lemnul Sfintei Crucii în Principatele Dunărene] „Ο Καισάριος Δαπόντες και η περιοδεία του με το Τίμιο Ξύλο στις Παραδουνάβιες Ηγεμονίες”, în [Arhiva de Studii PeparethieneL] Αρχείο Πεπαρρηθιακών Μελετών, vol. 1, [Atena] Αθήνα, 1997, pp. 53–63.
7. Florin Marinescu, [Cesarie Dapontes și Principatele Române] „Ο Καισάριος Δαπόντες και τα Ρουμανικά Πριγκιπάτα”, în [Arhiva de Studii PeparethieneL] Αρχείο Πεπαρρηθιακών Μελετών, vol. 1, [Atena] Αθήνα, 1997, pp. 101–109.
8. [Mahi Paizi-Apostolopoulou] Mάχη Παΐζη-Aποστολοπούλου, [Cum a devenit Constantin Dapontes, Cesarie. Sfârșitul vieții sale mirene] „Πώς ο Κωνσταντίνος Δαπόντες έγινε Καισάριος. Το τέλος του εγκόσμιου βίου του”, în [Arhiva de Studii PeparethieneL] Αρχείο Πεπαρρηθιακών Μελετών, vol. 1, [Atena] Αθήνα, 1997, pp. 111–122.
9. [Mahi Paizi-Apostolopoulou] Mάχη Παΐζη-Aποστολοπούλου, [În căutarea limitelor unei aproprieri intelectuale. Constantin Dapontes - pradă sau prădător?] „Aναζητώντας τα όρια μιας πνευματικής ιδιοποίησης. Θύμα ή θύτης ο Kωνσταντίνος Δαπόντες”, în [In memoriam Alkis Anghelou. Schemele inepuizabile ale trecutului: chestiuni de istorie a culturii și teorie a literaturii. Lucrările primei reuniuni științifice, 3–6 octombrie 2002] Mνήμη Άλκη Aγγέλου. Tα άφθονα σχήματα του παρελθόντος: ζητήσεις της πολιτισμικής ιστορίας και της θεωρίας της λογοτεχνίας. Πρακτικά I΄ Eπιστημονικής Συνάντησης 3–6 Oκτωβρίου 2002, [Salonic] Θεσσαλονίκη, 2004, pp. 429–436.
10. [Mahi Paizi-Apostolopoulou] Mάχη Παΐζη-Aποστολοπούλου, [Manuscrisul „Cronicului lui Dapontes” și soluția unei enigme - Ms. Kyriazi 4 de la Biblioteca Gennadeion] „Το χειρόγραφο του «Χρονογράφου του Δαπόντε» και η λύση ενός αινίγματος – Το χφ Κυριαζή 4 της Γενναδείου”, în [Compilatorul] Ο Ερανιστής, 24 (2003), pp. 85–94.
11. [Mahi Paizi-Apostolopoulou] Mάχη Παΐζη-Aποστολοπούλου, [Cărturari greci ai secolului al XVIII-lea – necunoscuți, obscuri, eminenți – pe traiectorii intersectate] Έλληνες λόγιοι του 18ου αιώνα – αφανείς, άσημοι και διάσημοι – σε διασταυρούμενες τροχιές, în seria [E.I.E. – Centrul de studii neogrecești] Ε.Ι.Ε. – Κέντρο Νεοελληνικών Ερευνών, 96, [Atena] Αθήνα, 2007.
12. [Dimitrios P. Paschalis] Δημήτριος Π. Πασχάλης, [Cesarie Dapontes (1714–1784)] „Καισάριος Δαπόντες (1714–1784)”, în [Teologia]  Θεολογία 13 (1935), pp. 224–250.
13. [G.P. Savvidis] Γ.Π. Σαββίδης, [Cronologie bio-bibliografică a lui Constantin Cesarie Dapontes], în [Constantin Daponte, „Grădina grațiilor”] Κωνσταντίνου Δαπόντε, «Κήπος Χαρίτων», sub îngrijirea lui [G.P. Savvidis] Γ.Π. Σαββίδης, [Editura Hermes] Ερμής, [Atena] Αθήνα, 1995.
14. [Efthymios Th. Souloyiannis] Ευθύμιος Θ. Σουλογιάννης, [Cesarie Dapontes (1714–1784). Viața, educația și cunoștințele sale] „Καισάριος Δαπόντες (1714-1784). Ή ζωή, ή μόρφωση και οί γνωριμίες του”, în [Tezaurizări] Θησαυρίσματα, 34 (2004), pp. 447–457.
15. [Efthymios Th. Souloyiannis] Ευθύμιος Θ. Σουλογιάννης, [Cesarie Dapontes: Viața și Faptele cuviosului nostru părinte Simon] „Καισαρίου Δαπόντε: Βίος και Πολιτεία του εν οσίοις πατρός ημών Σίμωνος”, în [Sfântul Simon Athonitul, ctitorul mănăstirii Simonopetra] Άγιος Σίμων ο Αθωνίτης κτίτωρ της Σιμωνόπετρας, [Atena] Αθήνα, 1987, pp. 57–78.
16. [Efthymios Th. Souloyiannis] Ευθύμιος Θ. Σουλογιάννης, [Dapontes, concepția lui despre istorie și „Prologul” la „Felinarul femeilor”] Ο Δαπόντες, η αντίληψίς του περί ιστορίας και ο πρόλογος εις το Φανάρι γυναικών, în seria [Texte și studii de filologie greacă modernă] Κείμενα και μελέται νεοελληνικής φιλολογίας, 65, [Atena] Αθήνα, 1970.

- manifestări științifice tematice:

1. Simpozionul „Cesarie Dapontes” („Καισάριος Δαπόντες”) al [Societății de Studii Peparethiene[L]] Εταιρεία Πεπαρηθιακών Μελετών (Skopelos, 6—7 mai 1995) – Actele publicate în [Arhiva de Studii Peparethiene[L]] Αρχείο Πεπαρηθιακών Μελετών, vol. 1, Atena, 1997. – 237 p.